# Crown shyness

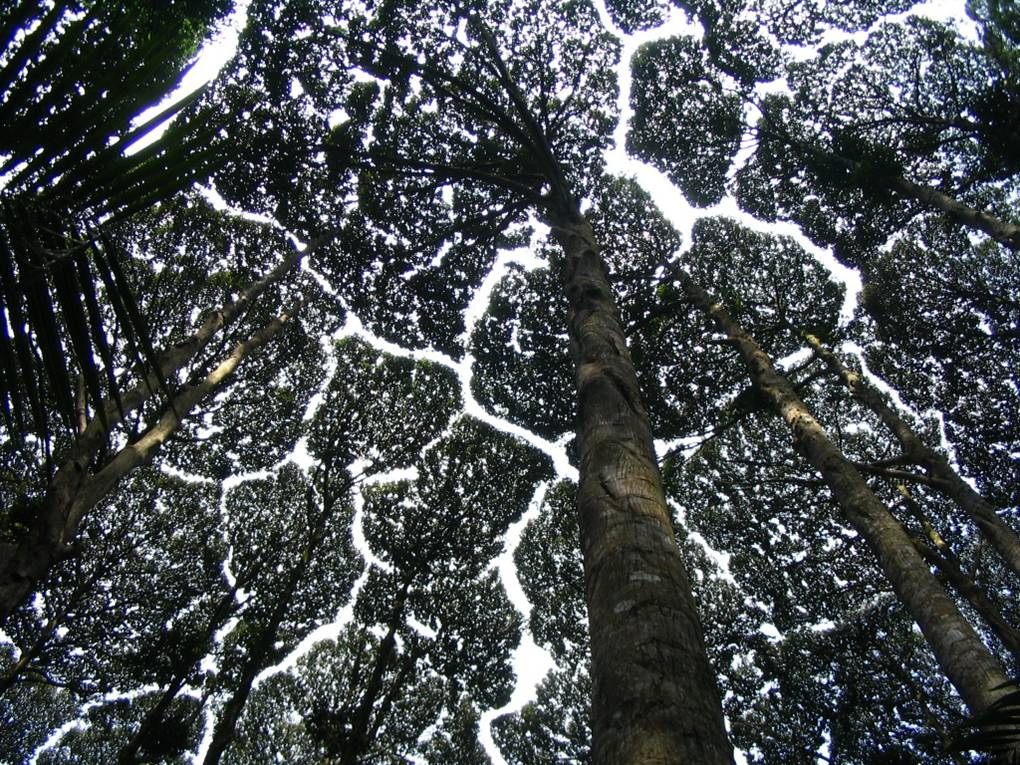
Korony drzew z gatunku D. aromatica w Forest Research Institute Malaysia

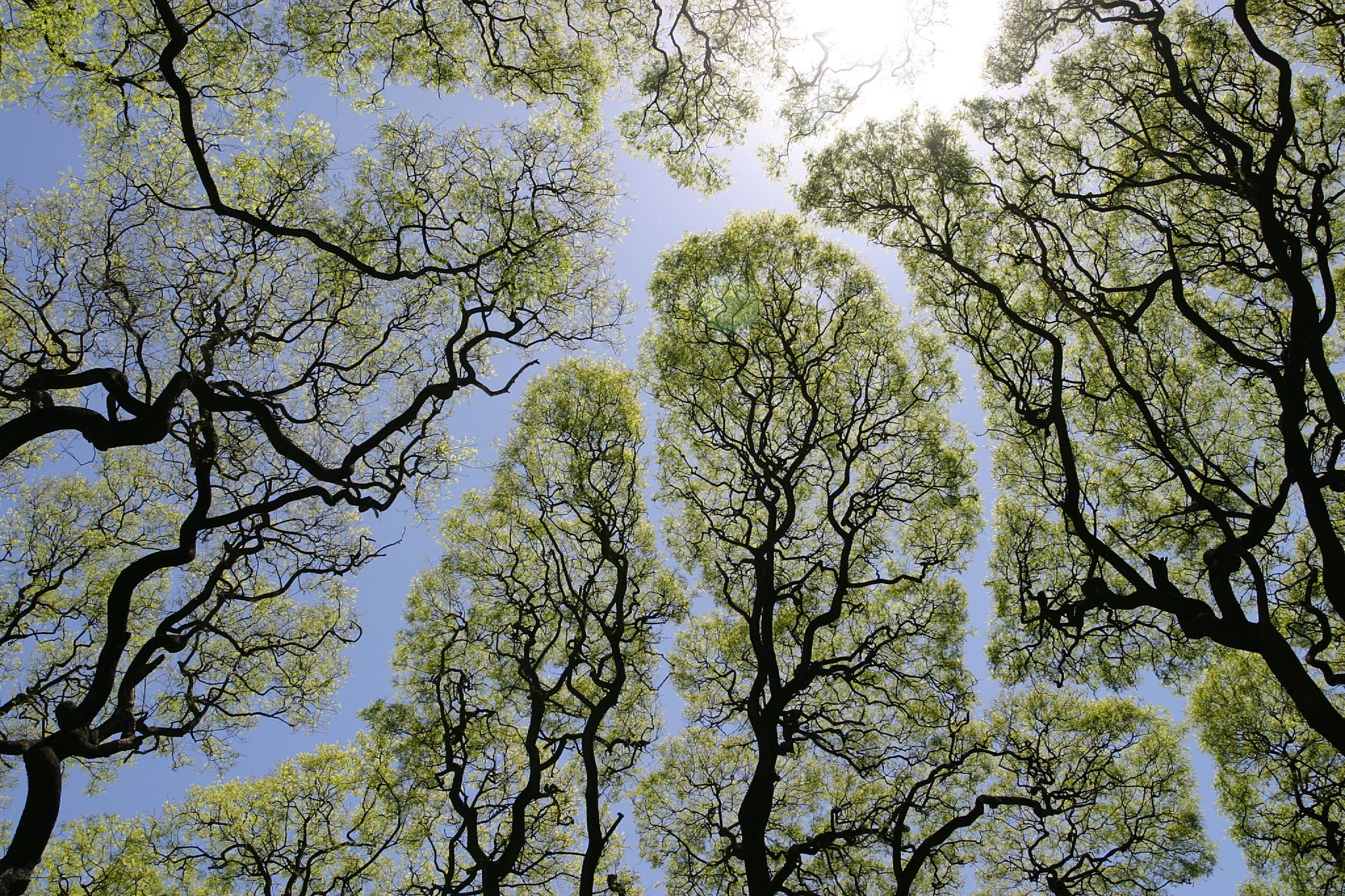
Układ koron drzew rosnących na Plaza San Martin, Buenos Aires

Crown shyness, canopy shyness (dosł. nieśmiałość koron drzew), canopy disengagement, intercrown spacing – zjawisko występujące wśród niektórych gatunków drzew, charakteryzujące się tym, że korony pojedynczych osobników się nie dotykają, tworząc gęsty baldachim poprzedzielany przypominającymi kanały przerwami. Fenomen ten jest najczęstszy wśród drzew jednego gatunku, ale zdarza się również wśród drzew należących do różnych gatunków.

## Powody
Nie są znane dokładne przyczyny występowania tego zjawiska. Fenomen był opisywany w literaturze naukowej od lat 20. XX wieku.
Jedna z teorii mówi, że w wietrznych obszarach wysokie i smukłe drzewa mogą zostać zniszczone podczas wzajemnej kolizji spowodowanej wiatrem. Nieśmiałość koron jest sposobem zapobiegania abrazji (otarciom) i kolizjom. Eksperymenty pokazują, że jeśli korony są sztucznie zabezpieczone przed wywołanymi wiatrem kolizjami, przerwy w baldachimie koron zarastają.
Australijski leśniczy M.R. Jacobs, który badał nieśmiałość koron drzew eukaliptusa w 1955, uważał, że wierzchołki drzew były wrażliwe na abrazję, co skutkowało przerwami w baldachimie. Franco (1986) zauważył, że gałęzie świerku sitkajskiego (Picea sitchensis) i modrzewia japońskiego (Larix kaempferi) w wyniku abrazji doznały obrażeń powodujących obumieranie szczytowych partii pędów.
Jednakże malezyjski naukowiec Francis S.P. Ng, który badał Dryobalanops aromatica w 1977, nie znalazł żadnych śladów abrazji. Zasugerował on, że rosnące wierzchołki pędów są wrażliwe na światło i przestają rosnąć w okolicy przylegających liści. U brzozy brodawkowatej mniej pączków rozwija się w tych częściach korony, które już są gęste lub znajdują się blisko innych koron, prawdopodobnie ze względu na światło.
Innym wytłumaczeniem zjawiska jest hamowanie rozpowszechniania się larw owadów minujących.

## Gatunki
Gatunki drzew wykazujących nieśmiałość koron to między innymi:
- Dryobalanops sp., w tym Dryobalanops lanceolata[15] i Dryobalanops aromatica (kapur)
- pewne gatunki eukaliptusa[16]
- sosna wydmowa[4]
- Avicennia germinans[5]
- Didymopanax pittieri[17][6]
- Clusia alata[17][6]
- K. Paijmans zaobsewował nieśmiałość koron w wielogatunkowych drzewostanach, składających się m.in. z Celtis spinosa i Pterocymbium beccarii[7]